# Câncer de pele
Os cancros da pele (português europeu) ou cânceres de pele (português brasileiro) são cancros que se formam na pele. São causados pelo desenvolvimento de células anormais que têm a capacidade de invadir ou de se espalhar para outras partes do corpo. Existem três tipos principais: carcinoma basocelular (CBC), carcinoma de células escamosas (CCE) e melanoma. O conjunto dos dois primeiros, e de uma série de cancros de pele menos comuns, é conhecido como "cancros de pele não melanoma" (CPNM). O carcinoma basocelular é de crescimento lento e pode invadir os tecidos adjacentes, mas é pouco provável que se espalhe para regiões distantes ou que provoque a morte. Muitas vezes aparece como uma área de pele elevada e indolor, que se pode apresentar brilhante e com pequenos vasos sanguíneos ou na forma de uma área de pele elevada com uma úlcera. O carcinoma de células escamosas apresenta maior probabilidade de se espalhar. Geralmente manifesta-se na forma de um pequeno inchaço com topo escamoso, embora possa também formar uma úlcera. Os melanomas são os mais agressivos. Os sinais incluem a presença de um nevo melanocítico cujo tamanho, forma e cor se alterarm, que apresenta margens irregulares, que tem mais de uma cor, que provoca prurido ou que sangra.
Mais de 90% dos casos são causados por exposição à radiação ultravioleta (UV) do Sol. Esta exposição aumenta o risco de todos os três principais tipos de cancro de pele e tem vindo a aumentar devido à destruição da camada de ozono da atmosfera. As mesas de bronzeamento estão-se a tornar outra fonte comum de radiação UV. No caso dos melanomas e dos carcinomas basocelulares a exposição durante a infância é particularmente prejudicial. No caso dos carcinomas de células escamosas é prejudicial em qualquer idade. Entre 20 a 30% dos melanomas desenvolvem-se a partir de sinais na pele. As pessoas de pele clara apresentam maior risco, assim como as pessoas com o sistema imunitário comprometido devido a, por exemplo, medicamentos para o VIH. O diagnóstico é realizado por biópsia.
A diminuição da exposição à radiação UV e o uso de protetor solar aparentam ser métodos eficazes de prevenir o melanoma e o carcinoma de células escamosas. No entanto, não é ainda claro se o uso de protetores solares tem influência no risco de carcinoma basocelular. O cancro de pele não melanoma tem geralmente cura. O tratamento consiste geralmente na remoção cirúrgica, embora de forma menos frequente possa ser recomendada radioterapia ou aplicação de medicamentos tópicos como a fluorouracila. O tratamento de melanomas pode consistir numa combinação de cirurgia, quimioterapia, radioterapia ou terapia dirigida. Nas pessoas em que o cancro já se espalhou para outras partes do corpo, podem ser administrados cuidados paliativos de modo a melhorar a qualidade de vida. O melanoma tem uma das mais altas taxas de sobrevivência entre os cancros, com cerca de 86–90% das pessoas a sobreviver mais de cinco anos.
O cancro da pele é a forma mais comum de cancro, sendo responsável por mais de 40% de todos os casos da doença. É particularmente comum entre pessoas de pele clara. O tipo mais comum é o cancro de pele não melanoma, que se estima que afete anualmente mais de 2 a 3 milhões de pessoas. Dos cancros de pele não melanoma, cerca de 80% são carcinomas basocelulares e 20% carcinomas de células escamosas. Estes dois tipos raramente provocam a morte. Em 2012, o melanoma afetou 232 000 pessoas em todo o mundo e provocou a morte a 55 000 pessoas. A Austrália e a Nova Zelândia têm a maior prevalência de casos no mundo. Os três principais tipos de cancro da pele têm-se tornado mais comuns nos últimos 20 a 40 anos, particularmente em regiões habitadas principalmente por pessoas brancas.

## Classificação
| Cancro                                        | Descrição | Ilustração |
| --------------------------------------------- | --- | ---------- |
| Carcinoma basocelular ou basalioma            | Possui translucência pérola, com minúsculos vasos sanguíneos na superfície e às vezes ulceração. O mais comum (75% dos casos) e menos agressivo. Quase sempre aparece no rosto, pescoço ou braços pois são áreas altamente expostas a luz solar. Os carcinomas basocelular são originários da epiderme e dos apêndices cutâneos acima da camada basal, como os pêlos, por exemplo. Possui altos índices de cura, principalmente devido à facilidade do diagnóstico precoce. |            |
| Carcinoma de células escamosas ou espinalioma | Comumente se apresenta como uma área vermelha, com crostas ou escamosa ou inchada. Muitas vezes, um tumor de crescimento rápido que pode ser doloroso. Cerca de 25% dos casos. Assim como o basocelular geralmente não se espalha para outras áreas do corpo. É de fácil diagnóstico e por isso tem altos índices de cura. |            |
| Doença de Bowen                               | Doença de Bowen é um carcinoma in situ de células escamosas cutâneas, pertencente ao grupo dos tumores não-queratinizados. Geralmente ocorre em mulheres depois dos 50 anos. Pode causar queimação, prurido e/ou sangramento. Caracterizado por placa avermelhada bem delimitada, espessamento e irregularidade da pele; lesão geralmente vegetante, de crescimento lento. Pode ser assintomática. |            |
| Melanoma                                      | A aparência comum é de uma área assimétrica, com bordas irregulares, variação de cor e frequentemente maior que 6 mm de diâmetro. Representa cerca de 5% dos casos de câncer de pele. A incidência tem aumentado cerca de 4 a 6% anualmente. É mais comum em mulheres entre 30 e 79 anos de idade e em indivíduos de cor branca. Quanto menor e menos espesso melhor as chances de cura. |            |
| Sarcoma de Kaposi                             | O tipo clássico ocorre com mais frequência em homens mais velhos caucasianos (brancos) com problemas imunológicos. Pode estar associado a um tipo de vírus da herpes (KSHV) (herpesvirus humano 8 [HHV8]) ou/e ao vírus do HIV é encontrada em tecidos em quatro formas diferentes (clássico, iatrogênica, endêmicas [Africano] e associada ao HIV). |            |
| Dermatofibrosarcoma protuberans               | Protuberância que segue crescendo descontroladamente deformando e danificando as regiões próximas. Aproximadamente 0,01% dos tumores malignos e cerca de 2 a 6 por cento de todos os sarcomas em tecidos moles. A incidência estimada é de 0,8 a 5 casos por 1 milhão de pessoas por ano,5-9, que é cerca de 1.000 novos casos por ano nos Estados Unidos. A incidência entre os negros (6,5 milhões) é quase o dobro que entre os brancos (3,9 por milhão). Geralmente acomete pacientes entre 20 e 50 anos de idade, embora tenha sido descrito em crianças e em idosos. |            |
| Carcinoma de células de Merkel                | O carcinoma de células de Merkel é uma neoplasia neuroendocrina rara, agressiva e com mau prognóstico. Aparece geralmente na cabeça, pescoço e extremidades. Mais comum depois dos 60 anos, em pessoas de pele clara e imunocomprometidas. É caracterizado por grandes elevações na pele, nódulos dérmicos, duros, não ulcerados, com tons que variam do castanho-avermelhado ao arroxeado e que pode sangrar facilmente. Seu crescimento é rápido, variando de 0,5 a 5 cm de diâmetro. É confirmada através de histopatologia e imunohistoquímica. É tratado com radio e quimioterapia. Segundo a OMS, sua prevalência anual é de 2,3 por 1.000.000 entre brancos e 0,1 por milhão entre negros. |            |

## Causas
- Exposição excessiva aos raios ultravioleta (tanto UVA quanto UVB) podem causar câncer de pele, quer pelo Sol ou por bronzeamento artificial.[20]
- Fumar tabaco e produtos afins pode dobrar o risco de câncer de pele.[28]
- As feridas crônicas que não cicatrizam, especialmente queimaduras conhecidas como Úlceras de Marjolin, podem evoluir para carcinoma de células escamosas.
- A predisposição genética, incluindo para desenvolvimento de melanócitos.
- O papiloma vírus humano (HPV) está frequentemente associado com carcinoma de células escamosas na genitália, ânus, boca, faringe, e os dedos.
- A irradiação de ultravioleta como germicida pode causar câncer de pele.
- Áreas que já tiveram problemas de pele como irritações regulares, úlcera angiodérmica, cicatrizes de queimadura e exposição a certos produtos químicos (como arsênico) tem mais chance de desenvolverem um câncer.[29] Intoxicação com arsênico está associado a um aumento da incidência de carcinoma de células escamosas.
- Pessoas portadoras de xerodermia pigmentosa, uma deficiência genética que impede o reparo dos danos causados pelo raio ultravioleta, são muito mais propensas a desenvolver algum tipo de câncer de pele.[30]

## Prevenção
A melhor maneira de evitar sua manifestação é:
- Evitar a exposição ao sol no período das 10h às 16h.
- Mesmo durante o horário adequado é necessário utilizar a proteção adequada (chapéu, guarda-sol, óculos escuros).
- Filtro solar que proteja contra raio ultravioleta A e B com fator de proteção 15 ou mais.
- Repassar o filtro solar de acordo com o escrito no produto.
- Usar manga comprida, calça, viseira e outras roupas que protejam a pele do sol.
- Não fumar. Fumantes tem duas vezes mais chance de ter câncer.[28]
- Usar sempre camisinha. Doença de Bowen, Sarcoma de Kaposi e Carcinoma de Merkel são mais comum em pacientes imunodeprimidos por HIV e contaminados com HPV.

Pessoas que trabalham embaixo de Sol regularmente (como vendedores de rua, pedreiros, marinheiros, agricultores e policiais) devem usar chapéu, guarda-sol, óculos escuros). Empresas que demandam que os funcionários fiquem várias horas ao Sol devem fornecer esse equipamento de proteção aos funcionários.
Janelas normais não protegem contra os efeitos danosos do Sol, então motoristas e passageiros também devem usar filtro solar regularmente.
A auto-inspeção da pele por alterações pode ajudar a identificar manchas novas suspeitas. Caso identifique uma mancha que esteja aumentando, mude de cor e/ou maior que 4mm de surgimento rápido, deve-se procurar um dermatologista imediatamente. (Como fazer o auto-exame: )

## Tratamento

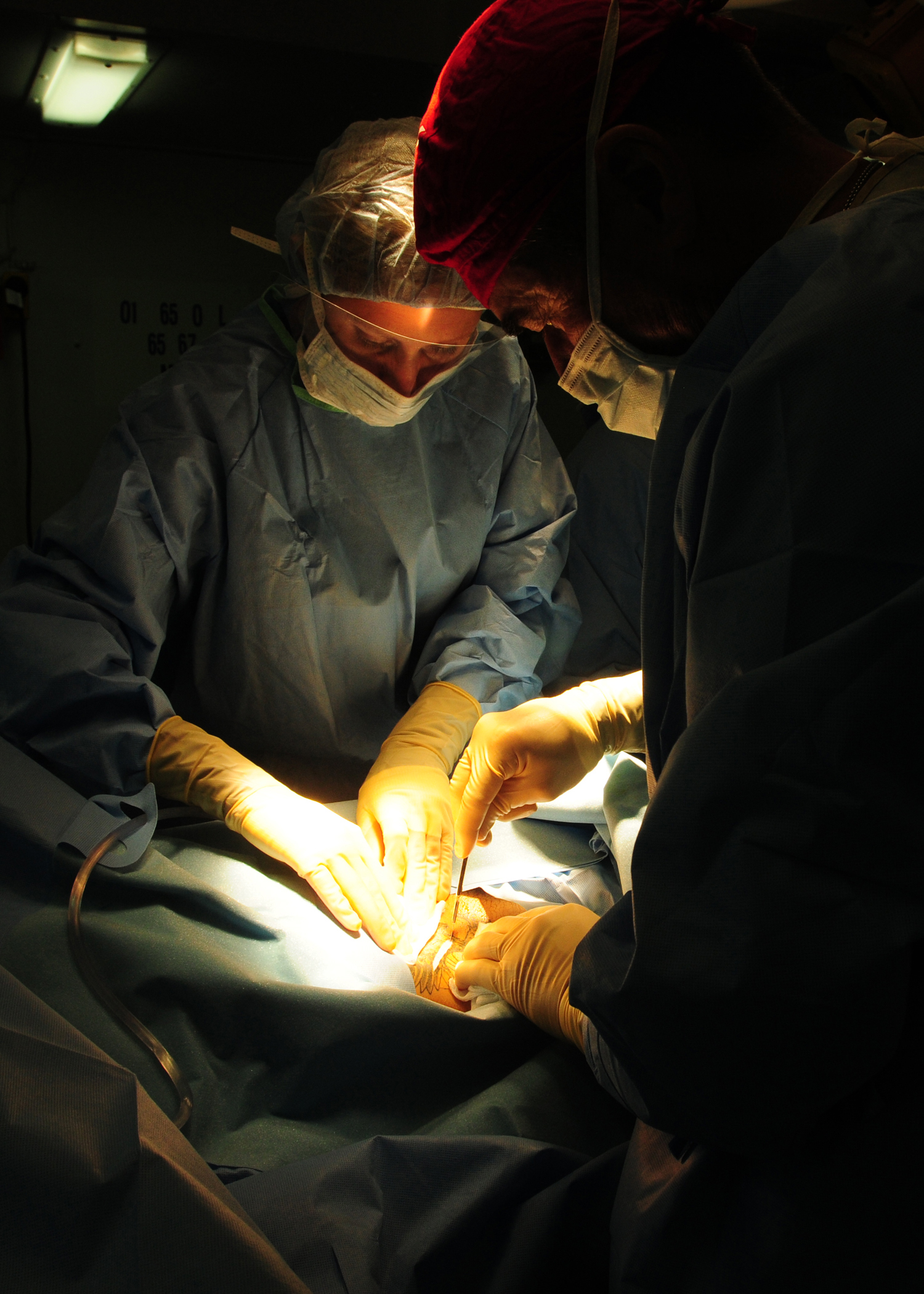
A cirurgia é o tratamento mais usado para a remoção de tumores. E a maioria dos pacientes se cura completamente.

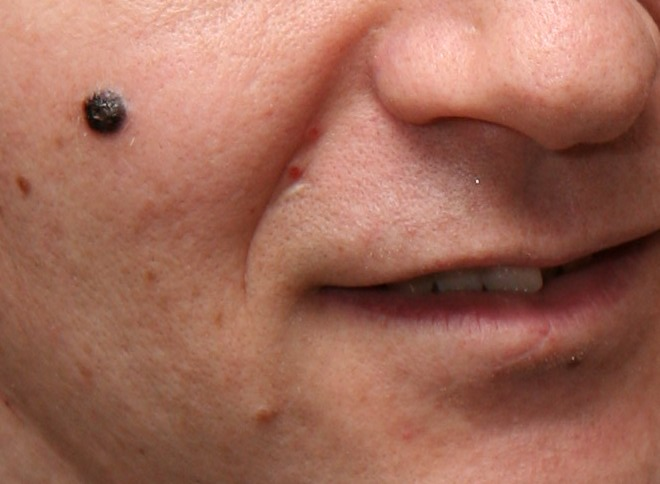
Melanoma em formato nodular (15-30% dos melanomas), são os de pior prognóstico pois tem crescimento em profundidade mais rápido que o melanoma mais plano.

O tratamento depende do tipo de câncer, a localização do câncer, idade do paciente, e se o câncer é primário ou um retorno. Deve-se olhar para o tipo específico de câncer de pele (carcinoma basocelular, carcinoma espinocelular ou melanoma) de interesse, a fim de determinar o tratamento adequado exigido. Por exemplo, no caso de um homem idoso frágil, com problemas médicos múltiplos complicador, com carcinoma basocelular de difícil acesso do nariz podem justificar a terapia de radiação (taxa de cura ligeiramente inferior) ou mesmo não intervir na área. Quimioterapia tópica pode ser indicado para o carcinoma de grandes células basais superficiais para um bom resultado estético, ao passo que podem ser inadequados para o carcinoma invasivo nodular basais ou carcinoma de células escamosas invasivo. Em geral, o melanoma é pouco sensível à radiação ou quimioterapia.
Para tumor de baixo risco, a radioterapia externa ou braquiterapia, quimioterapia tópica (com imiquimod e 5-fluorouracil) e crioterapia (congelamento do cancro desligado) pode proporcionar um controle adequado da doença; ambos, no entanto, pode ter cura em geral inferior taxas de certo tipo de cirurgia. Outras modalidades de tratamento como a terapia fotodinâmica, quimioterapia tópica, eletrodissecção e curetagem pode ser encontrado nas discussões do carcinoma basocelular e carcinoma espinocelular.
Cirurgia micrográfica de Mohs é uma técnica utilizada para remover o câncer com a menor quantidade de tecido adiposo e as bordas são checados imediatamente para ver se o tumor for encontrado. Isso proporciona a oportunidade de remover a menor quantidade de tecido e proporcionar os melhores resultados cosmeticamente favorável. Isto é especialmente importante para áreas onde o excesso de pele é limitada, como o rosto. As taxas de cura são equivalentes a excisão larga. O treinamento especial é exigido para executar esta técnica. Um método alternativo é CCPDMA e pode ser realizada por um patologista que não estão familiarizados com a cirurgia de Mohs. No caso de metástase outros procedimentos cirúrgicos ou quimioterapia podem ser necessárias.

### Tratamento da Doença de Bowen
O tratamento é geralmente cirúrgico, por ressecção, realizado por excisão local com amplas margens. Também pode ser realizada vaporização por laser, crioterapia, fototerapia ou quimioterapia. Também pode ser utilizada a quimioterapia posterior à biopsia incisional, com o uso da irradiação local e braquiterapia. Quando não tratada, a doença de Bowen pode evoluir para um carcinoma espinocelular invasivo, penetrando outras camadas da pele e tecidos vizinhos até espalhar para outros órgãos. A recorrência varia de 16 a 31% no procedimento de ressecção ampla com sobrevivência de 83,3% dos pacientes nos 5 anos após a cirurgia.

## Epidemiologia

Número de mortes a cada 100.000 habitantes por câncer de pele (OMS 2004)
Sem informação
Menos de 0.7
0.7-1.4
1.4-2.1
2.1-2.8
2.8-3.5
3.5-4.2
4.2-4.9
4.9-5.6
5.6-6.3
6.3-7
7-7.7
Mais de 7.7

Os vários tipos de câncer de pele representam juntos cerca de 60% de todos os tipos de cânceres, em ambos os sexos, mas apenas 3% das mortes. Cerca de 75% das mortes por câncer de pele são causadas por melanoma.
A estimativa brasileira do Instituto Nacional do Câncer INCA é de que ocorram mais de 100 mil novos casos por ano no Brasil. Estes valores correspondem a um risco estimado de 60 casos novos a cada 100 mil homens e 62 para cada 100 mil mulheres. Um terço dos pacientes tem histórico familiar de câncer de pele.
Ao contrário dos outros cânceres que ocorrem na maioria dos casos em pessoas acima de 70 anos, os carcinomas na pele são comum também entre os 20 aos 35 e afeta também crianças e adolescentes. A grande maioria de suas vítimas são caucasianos (brancos), sendo mais comum em países tropicais como Brasil, África do Sul e Austrália. O número de diagnósticos de melanomas vêm aumentando nos últimos 40 anos.

## Investigação
Cientistas recentemente a realização de experiências sobre o que chamou de immune-priming. Esta terapia ainda está em sua fase inicial, mas tem se mostrado eficaz a ataques de ameaças externas como vírus e também conter o desenvolvimento de cancros da pele. Mais recentemente, pesquisadores têm focado seus esforços no fortalecimento do próprio corpo produzido naturalmente "células T helper", para identificar e conter células cancerosas, ajudando a guiar as células que protegem o organismo. Pesquisadores infundiram pacientes com cerca de 5 bilhões de células T helper sem drogas ou quimioterapia. Este tipo de tratamento se mostrou ser eficaz não ter efeitos colaterais graves e pode mudar a forma como pacientes com câncer são tratados.
Um creme usado para tratar lesões pré-cancerosas da pele também reverte sinais de envelhecimento, um estudo divulgado em Abril de 2009 indicado. Em março de 2010 os acadêmicos da Universidade de Dundee, na Escócia, anunciou que tinha inventado um novo método menos doloroso de tratar a pele câncer, que pode ser administrada a partir de casa.
Já na Austrália, o efeito anticâncer da berinjela teve sua origem justamente nos carcinomas espinocelulares que comumente aparecem em bovinos. Os agricultores australianos tipicamente aplicam uma pasta realizada a base de solanum linnaeanum (família da beringela) aos animais e estes melhoram substancialmente. A partir de este conhecimento, os estudos sobre esta planta realizados por o Dr. Bill Cham na Universidade de Queensland, levaram à descobertada BEC. 
Existem diversas publicações que demonstram seu poder efectivo para o tratamento de câncer em animais. Em termos gerais, podem padecer de câncer de pele tal como os seres humanos. Os tumores basais são um dos tumores de pele mais comuns em animais de estimação e outros animais. 
Também estão desenvolvendo uma vacina contra o melanoma. As células dendríticas autólogas gerada a partir de sangue periférico é um método seguro e promissor no tratamento do melanoma metastático. Porém mais estudos ainda são necessários para demonstrar a eficácia clínica e impacto na sobrevida dos pacientes com melanoma com esse tratamento.